# Long Range Desert Group
The Long Range Desert Group (LRDG), även känt som "spökpatrullen", var ett brittiskt specialförband som opererade i ökenkriget i Nordafrika under Andra världskriget. Förbandet grundades av brigadgeneralen Ralph Alger Bagnold.

## Grundandet
Den 23 juni 1940 träffades major Ralph Bagnold och general Archibald Wavell, chefen för Mellanösternförbandet, i Alexandria. Bagnold förklarade idén med ett specialförband i ökenkriget för Wavell. Wavell som hade erfarenhet av ökenkrig sedan första världskriget var med på noterna. Förbandet, som till en början fick namnet No.1 Long Range Patrol Unit (LRP), grundades den 3 juli 1940.